# Anastrangalia hirayamai
Anastrangalia hirayamai är en skalbaggsart som först beskrevs av Masaki Matsushita och Koichi Tamanuki 1942.  Anastrangalia hirayamai ingår i släktet Anastrangalia och familjen långhorningar.
Artens utbredningsområde är Taiwan. Inga underarter finns listade i Catalogue of Life.